# Chokkenahalli, Tumkur
Chokkenahalli là một làng thuộc tehsil Tumkur, huyện Tumkur, bang Karnataka, Ấn Độ.